# Limnonectes palavanensis
Limnonectes palavanensis är en groddjursart som först beskrevs av George Albert Boulenger 1894.  Limnonectes palavanensis ingår i släktet Limnonectes och familjen Dicroglossidae. IUCN kategoriserar arten globalt som livskraftig. Inga underarter finns listade i Catalogue of Life.